# Zlatá Koruna
Zlatá Koruna är en ort i Tjeckien.   Den ligger i regionen Södra Böhmen, i den södra delen av landet, 140 km söder om huvudstaden Prag. Zlatá Koruna ligger 470 meter över havet och antalet invånare är 680.
Terrängen runt Zlatá Koruna är platt åt sydost, men åt nordväst är den kuperad. Runt Zlatá Koruna är det ganska tätbefolkat, med 83 invånare per kvadratkilometer. Närmaste större samhälle är České Budějovice, 15,3 km nordost om Zlatá Koruna. Omgivningarna runt Zlatá Koruna är en mosaik av jordbruksmark och naturlig växtlighet.